# Въртележка (теленовела, 1989)
„Въртележка“ (на испански: Carrusel) е мексиканска тийнейджърска теленовела от 1989 г., режисирана от Педро Дамян и продуцирана от Валентин Пимстейн за Телевиса, адаптация е на аржентинския сериал Señorita maestra, базиран на игралния филм Jacinta Pichimahuida от 1965 г., създаден от Абел Санта Крус.
В главната роля е Габриела Риверо, а в отрицателните – Жанет Руис и Беатрис Морено.

## Сюжет
Обхваща се ежедневието на група ученици от мексиканското начално училище Escuela Mundial и на отношенията им със своята учителка, госпожица Химена. В теленовелата са засегнати няколко важни въпроса, като същевременно се подчертават ценностите като любов, доверие, приятелство. Един от най-обсъжданите въпроси е този за класовите различия в мексиканското общество – в дадения случай, романтичната връзка между Кирил, бедно момче, и Мария Хоакина Виясеньор, момиче от висшата класа. Групата се състои от различни по характер деца – шегаджия, палавия, романтичния, добрия, чувствителния, ученолюбивия, разхвърляния, надутия, ориенталеца и т.н.

## Актьори
Деца
- Лудвика Палета – Мария Хоакина Виясеньор
- Педро Хавиер Виверо – Кирил Ривера
- Хоан Сиера – Педро Симишкис
- Йозеф Бирч – Давид Равинович
- Габриел Кастаньон – Марио Аяла
- Илда Чавес – Лаура Киньонес
- Мануел Фернандес – Адриан Гарсия
- Росарио Сунига – Марселина Гера
- Флор Едуарда Гурола – Кармен Карилио
- Силвия Гусман – Алисия Гусман
- Хорхе Гранило – Хайме Палийо
- Кристел Клитбо – Валерия Ферер
- Рамон Валдес Уртис – Абелардо Крус
- Маурисио Армандо – Пабло Гера
- Карин Нисембаум – Биби Смит
- Абраам Понс – Даниел Сапата
- Йошики Такигучи – Кокимото Мишима
- Рафаел Омар – Хорхе Дел Салто
- Ерика Гарса – Клементина Суарес

Възрастни
- Габриела Риверо – Госпожица Химена Фернандес
- Аугусто Бенедико – Дон Фермин (#1)
- Армандо Калво – Дон Фермин (#2)
- Одисео Бичир – Федерико Карилио
- Ребека Манрикес – Инес де Карилио
- Джони Лабориел – Хосе Ривера
- Вероника кон К. – Белен де Ривера
- Артуро Гарсия Тенорио – Рамон Патийо
- Адриана Лафан – Луиса де Патийо
- Алваро Сервиньо – Д-р Мигел Виясеньор
- Карен Сентис – Клара де Виясеньор (#1)
- Кения Гаскон – Клара де Виясеньор (#2)
- Давид Остроски – Исак Равинович
- Херардо Пас – Самуел Муньос
- Росана Сесарман – Ребека де Равинович
- Беатрис Морено – Директор Фелисия Орака
- Ракел Панковски – Матилде Матеуш
- Алехандро Томаси – Алберто Дел Салто
- Сесилия Габриела – Роксана де Дел Салто
- Марсиал Салинас – Херман Аяла
- Беатрис Орнела – Наталия де Аяла
- Оскар Нарваес – Рикардо Ферер
- Барбара Корсега – Елена де Ферер
- Исмаел Ларумбе – Роберто Гера
- Ерика Магнус – Исабел де Гера
- Мануел Гисар – Маркос Моралес
- Хула Посо – Хуанита
- Жанет Руис – Сусана
- Питука де Форонда – Сара Равинович
- Бланка Торес – Тоня
- Ада Караско – Леля Матилде
- Кета Караско – Леля Роса
- Игнасио Ретес – Господин Ортис
- Тони Карбахал – Елиас
- Лупита Сандовал – Доротеа

## Премиера
Премиерата на Въртележка е на 19 януари 1989 г. по Canal de las Estrellas. Последният 358. епизод е излъчен на 11 май 1990 г.

## Награди и номинации
Награди TVyNovelas (Мексико) 1990
| Категория                | Номиниран(а)   | Резултат |
| ------------------------ | -------------- | -------- |
| Най-добро детско участие | Лудвика Палета | Печели   |
| Най-добро детско участие | Хорхе Гранило  | Печели   |

## В България
Теленовелата е излъчена през 1992 г. по Канал 1, дублирана на български език.

## Адаптации
- Carrusel de las Américas (1992), мексиканска теленовела, продуцирана от Валентин Пимстейн за Телевиса. С участието на Габриела Риверо, Рикардо Блуме и Саби Камалич.
- Да живеят децата (2002/03), мексиканска теленовела, продуцирана от Никандро Диас Гонсалес за Телевиса. С участието на Андреа Легарета, Едуардо Капетийо и Хоакин Кордеро.
- Въртележка (2012/13), бразилска теленовела, продуцирана от SBT.